# Dusseldorf Grand Slam 2018
Il Dusseldorf Gran Slam 2018 è stato la 9ª edizione dell'annuale meeting di judo, per la prima volta denominato Gran Slam, e si è tenuto a Düsseldorf, in Germania, dal 23 al 25 febbraio 2018. Il meeting è stato la terza tappa del circuito IJF World Tour 2018.

## Risultati
Di seguito i primi tre classificati di ogni specialità.

### Uomini
| Specialità | 1º classificato       | 2º classificato    | 3º classificato                              |
| -60kg      | Ryuju Nagayama        | Robert Mšvidobadze | Lukhum Chkhvimiani Eric Takabatake           |
| -66kg      | Kenzo Tagawa          | Heorhij Zantaraja  | Erkhembayar Battogtokh Baruch Shmailov       |
| -73kg      | Shōhei Ōno            | Rüstəm Orucov      | Tohar Butbul Ferdinand Karapetian            |
| -81kg      | Saeid Mollaei         | Alpha Oumar Djalo  | Aslan Lappinagov Dominic Ressel              |
| -90kg      | Michail Igol'nikov    | Mashu Baker        | Altanbagana Gantulga Nikoloz Sherazadishvili |
| -100kg     | Varlam Lip'art'eliani | Benjamin Fletcher  | Niiaz Bilalov Jorge Fonseca                  |
| +100kg     | Hisayoshi Harasawa    | Takeshi Ojitani    | Bolot Toktogonov Andrej Volkov               |

### Donne
| Specialità | 1º classificato     | 2º classificato     | 3º classificato                              |
| -48kg      | Dar"ja Bilodid      | Éva Csernoviczki    | Milica Nikolić Melanie Clement               |
| -52kg      | Ai Shishime         | Karolina Pieńkowska | Estrella López Sheriff Charline van Snick    |
| -57kg      | Nekoda Smythe-Davis | Hedvig Karakas      | Enkhriilen Lkhagvatogoo Sarah Leonie Cysique |
| -63kg      | Andreja Leški       | Megumi Tsugane      | Kiyomi Watanabe Gankhaich Bold               |
| -70kg      | Yōko Ono            | Barbara Matić       | Sanne Van Dijke Szaundra Diedrich            |
| -78kg      | Ruika Sato          | Mayra Aguiar        | Klara Apotekar Natalie Powell                |
| +78kg      | Sarah Asahina       | Nihel Cheikh Rouhou | Hayun Kim Iryna Kindzers'ka                  |